# أنا لست فتاة، لست امرأة بعد
«أنا لست فتاة، لست امرأة بعد» أو «ايم نات أ جيرل، نات ييت أ وومن» (بالإنجليزية: I'm Not a Girl, Not Yet a Woman) هي أغنية للمغنية الأمريكية بريتني سبيرز، من ألبومها الثالث «بريتني». أصدرت تسجيلات جايف كالأغنية المنفردة الثالثة من الألبوم بتاريخ 18 فبراير، 2002.
«أنا لست فتاة، لست امرأة بعد» هي أغنية تتحدث عن القلق وألم القلب المرافق لسن البلوغ. إعتبرت سبيرز الأغنية كأغنية ملهمة ومن أفضل الأغاني التي قدمتها.
إستقبلت الأغنية نقداً إيجابياً من النقاد، ووصفوها بوسيلة سبيرز للتعبير عن نفسها، ووصلت إلى قوائم توب 10 في أستراليا، أيرلندا، ألمانيا، السويد والمملكة المتحدة. ولم تدخل قائمة توب 100 في أمريكا بالبيلبورد، وفازت الأغنية بـجائزة التوتة الذهبية كأسوأ أغنية لفيلم.
الفيديو تم تصويره في بين جبال عالية ووديان، وصدر بالتزامن مع إصدار فيلم سبيرز الأول «كروس رودز» بتاريخ 15 فبراير، 2002 والتي هي بطلته.